# Turbina Tesla

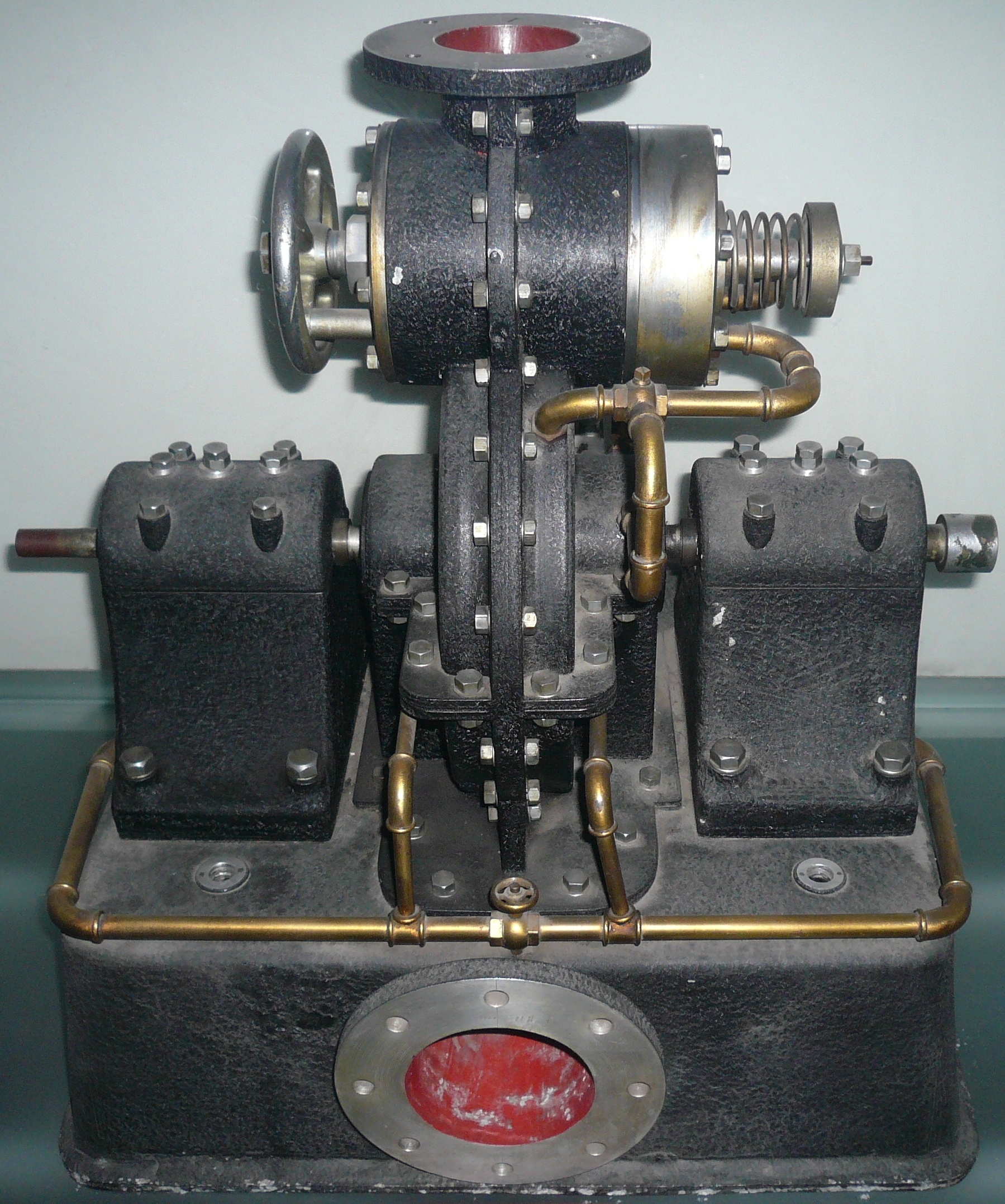
Turbina Tesla en el Museo Nikola Tesla

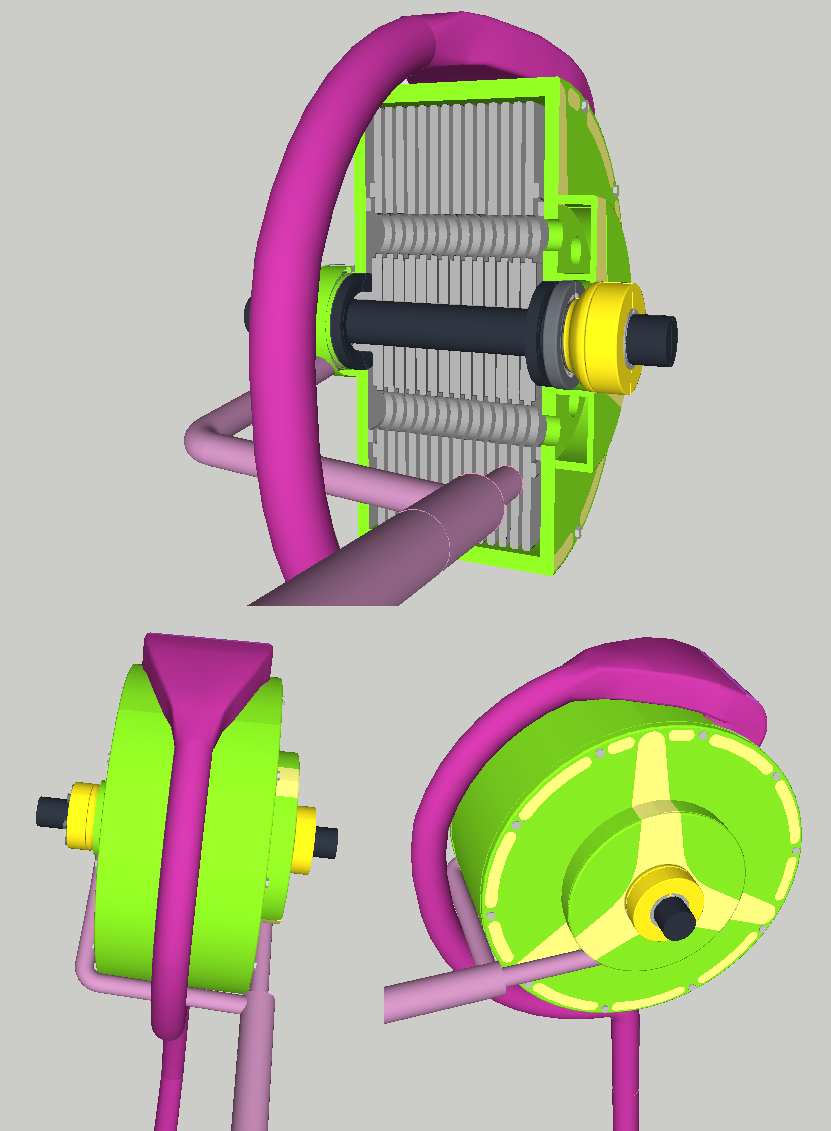
Turbina Tesla

La turbina Tesla es un tipo de turbina de flujo centrípeto sin álabes, patentada por Nikola Tesla en 1913. También se conoce como turbina sin paletas, turbina de capa límite, turbina de tipo cohesión, y turbina de capa de Prandtl (en referencia a Ludwig Prandtl), ya que utiliza el efecto de capa límite y no un fluido incidiendo directamente sobre los álabes de un rotor como en una turbina convencional. Los investigadores de bioingeniería se han referido al dispositivo como una bomba centrífuga de discos múltiples. Una de las ideas de Tesla para la aplicación de esta turbina consistía en su instalación en centrales geotérmicas, que describió en su artículo titulado Our Future Motive Power.

## Descripción
La idea conductora del desarrollo de la turbina Tesla es el hecho de que con el fin de alcanzar la máxima economía, los cambios en la velocidad y dirección del movimiento del fluido deben ser tan graduales como sea posible. Por lo tanto, el fluido de propulsión de la turbina Tesla se mueve en caminos naturales o líneas de corriente de menor resistencia.
Una turbina Tesla consiste en un conjunto de discos lisos, con una tobera aplicando un fluido en movimiento al borde del disco. El fluido es arrastrado en el disco por medio de fenómenos de viscosidad y de adherencia de la capa superficial del fluido. A medida que el fluido se ralentiza y agrega energía a los discos, el movimiento se convierte en una espiral con su punto medio en el escape central. Como el rotor no tiene álabes, es muy resistente.
El propio Tesla escribió:

"Esta turbina es un motor primario de arranque automático eficiente, que puede operarse como una turbina de vapor o de fluido mixto a voluntad, sin cambios en la construcción, y por esta razón es muy conveniente. Modificaciones menores de la turbina, según se requieran por las circunstancias de cada caso, obviamente surgirán por sí mismos, pero si se lleva a cabo en estas líneas generales será altamente rentable para los propietarios de la planta de vapor al tiempo que permite el uso de su antigua instalación. Sin embargo, los mejores resultados económicos en el desarrollo de la potencia del vapor por la turbina Tesla se obtendrá en plantas especialmente adaptadas para este propósito."

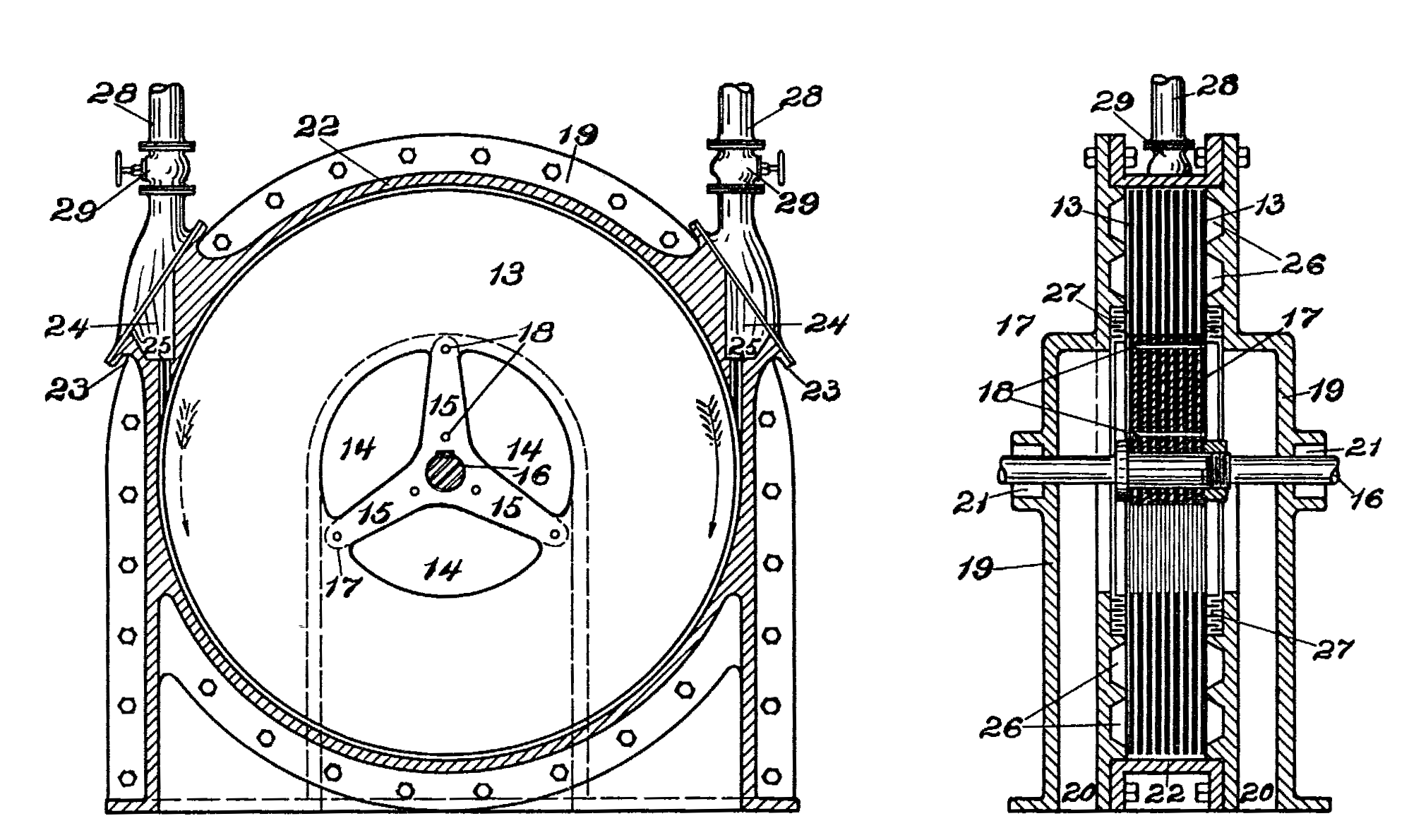
Vista del diseño sin álabes de una turbina Tesla

La turbina también se podría aplicar a plantas de condensación que operasen con alto vacío. En tal caso, debido a la gran relación de expansión, la mezcla de escape estaría a una temperatura relativamente baja y adecuada para la admisión al condensador.
Todas las placas y arandelas están ajustadas y enchavetadas a un manguito roscado en los extremos, y equipadas con tuercas y collarines para unir las gruesas placas terminales o los collares pueden forzarse simplemente sobre él y los extremos pueden enroscarse. El manguito tiene un orificio que se ajusta fácilmente en el eje, al que se sujeta con métodos convencionales.
Esta construcción permite la expansión y contracción libres de cada placa individualmente bajo la influencia variable del calor y la fuerza centrífuga, y posee una serie de otras ventajas que son de considerable importancia práctica. Se obtiene un área de placa activa más grande y, en consecuencia, se dispone de más potencia para un ancho determinado, mejorando la eficiencia. El pandeo se elimina virtualmente y se pueden usar separaciones laterales más pequeñas, lo que da como resultado pérdidas por fricción y fugas reducidas. El rotor está mejor adaptado para el equilibrio dinámico y, a través de la fricción, resiste las influencias perturbadoras y garantiza un funcionamiento más silencioso. Por esta razón y también porque los discos no están rígidamente unidos, quedan protegidos contra daños que de lo contrario podrían ser causados por la vibración o la velocidad excesiva.

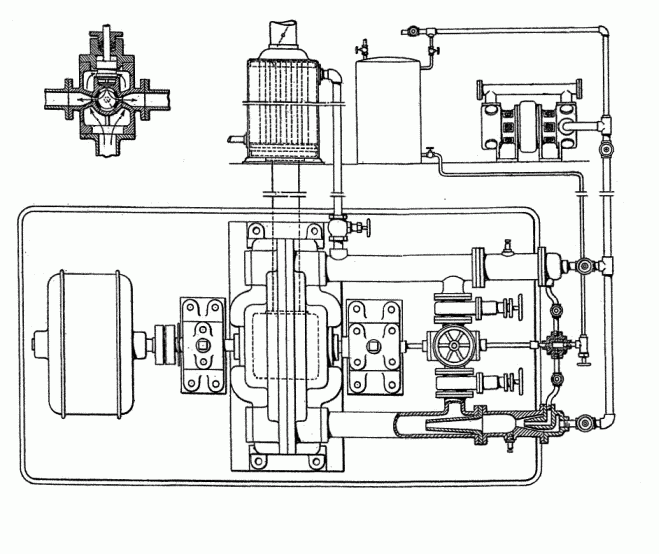
Vista del sistema de la turbina Tesla

La turbina Tesla tiene la particularidad de poder acoplarse a una instalación que normalmente trabaje con una mezcla de vapor y productos de combustión y en la que el calor de escape se utilice para proporcionar vapor que se suministra a la turbina, proporcionando una válvula que gobierna el suministro de vapor, de forma que las presiones y las temperaturas se pueden ajustar a las condiciones de trabajo óptimas.
Como figura en el esquema, una instalación de turbina Tesla:
1. Puede comenzar solo con vapor.
2. Puede usar un tipo de disco adaptado para trabajar con fluidos a alta temperatura.

Una turbina Tesla eficiente requiere un espaciado reducido de los discos. Por ejemplo, un tipo impulsado por vapor debe mantener un espaciado entre discos de 0,4 milímetros (.016 pulgadas). Los discos deben ser extremadamente lisos para minimizar las pérdidas superficiales y por cortante. También deben ser muy finos, para evitar el arrastre y la turbulencia en sus bordes. Desafortunadamente, impedir que los discos se deformaran y distorsionaran fue un gran desafío en la época de Tesla. Se cree que esta incapacidad para evitar la deformación de los discos contribuyó al fracaso comercial de las turbinas, ya que la tecnología metalúrgica en ese momento no podía producir discos de suficiente calidad y rigidez.

## Bomba
El dispositivo puede funcionar como una bomba si se utiliza un conjunto similar de discos y una carcasa con una forma evolvente (en comparación con la circular para la turbina). En esta configuración, un motor está unido al eje. El fluido entra cerca del centro, recibe energía de los discos y luego sale por la periferia. La turbina Tesla no usa fricción en el sentido convencional; precisamente, lo evita, y utiliza la adherencia (el efecto Coandă) y la viscosidad en su lugar, valiéndose de la capa límite formada entre las hojas de los discos.
Los discos del rotor liso originalmente propuestos daban un par de arranque pobre. Tesla descubrió posteriormente que unir entre 12 y 24 pequeñas arandelas a los discos lisos alrededor del perímetro de 10" y un segundo anillo de entre 6 y 12 arandelas en un diámetro interior, proporcionaba una mejora significativa en el par de arranque sin comprometer la eficacia del rotor.

## Aplicaciones
Las patentes de Tesla establecen que el dispositivo fue diseñado para el uso de fluidos como agentes motrices, a diferencia de su aplicación para la propulsión o compresión de los mismos (aunque el dispositivo también puede usarse para estos fines). Todavía en 2016, la turbina Tesla no ha visto un uso comercial generalizado desde su invención. La bomba Tesla, sin embargo, ha estado disponible comercialmente desde 1982 y se utiliza para bombear fluidos que son abrasivos, viscosos, sensibles al cizallamiento, contienen sólidos o son difíciles de manejar con otras bombas. El propio Tesla no consiguió un gran contrato para la producción de su turbina. El principal inconveniente en su tiempo, como se mencionó, fue el escaso conocimiento de las características de los materiales y su comportamiento a temperaturas altas. La mejor metalurgia de la época no pudo evitar que los discos de la turbina se movieran y se combasen de forma inaceptable durante su funcionamiento.
En 2003, Scott O’Hearen obtuvo una patente sobre un sistema de palas de turbina radiales. Esta invención utiliza una combinación de los conceptos de una superficie de deslizamiento suave para el contacto por fricción del fluido de trabajo y la de las paletas que se proyectan axialmente desde las caras de múltiples ranuras transversales.
Hoy en día, muchos experimentos de aficionados en el campo se han llevado a cabo utilizando turbinas Tesla que funcionan con aire comprimido o vapor como fluidos propulsores (el vapor que se genera con el calor de la combustión de combustible, desde un turbocompresor de un vehículo o mediante radiación solar). El problema de la deformación de los discos ha sido parcialmente resuelto con nuevos materiales como la fibra de carbono. Por ejemplo, tanto PNGinc como International Turbine And Power, LLC usan discos de fibra de carbono en sus diseños de turbina Tesla.
Una propuesta de aplicación actual para el dispositivo es una bomba de aguas residuales, en fábricas donde las bombas de tipo turbina normalmente se bloquean.
Las turbinas Tesla son ideales, debido a muchas razones, como generadores exteriores a la red eléctrica, como mini turbinas de vapor, estaciones de generación de electricidad doméstica y, con cierta experiencia, pueden ser bastante fáciles de diseñar por los aficionados.
Las aplicaciones de la turbina Tesla como una bomba sanguínea centrífuga de discos múltiples han dado resultados prometedores. La investigación en ingeniería biomédica sobre dichas aplicaciones continua en el siglo XXI.
En 2010, se emitió la Patente USPTO n.º 7695242 solicitada por Howard Fuller para un aerogenerador basado en el diseño de Tesla.

## Eficiencia y cálculos

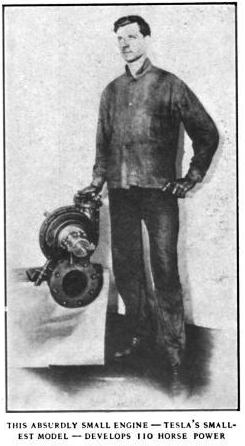
Este motor absurdamente pequeño -el modelo más pequeño de Tesla- rinde 110 CV de potencia

En la época de Tesla, la eficiencia de las turbinas convencionales era baja, porque se usaba un sistema de transmisión directa que limitaba severamente su velocidad potencial al ligarla al sistema que tuviera que impulsar. En el momento de su introducción, las modernas turbinas de barco eran de gran tamaño e incluían docenas, o incluso cientos de etapas, pero producían una eficiencia extremadamente baja debido a su baja velocidad. Por ejemplo, la turbina del Titanic pesaba más de 400 toneladas, giraba tan solo a 165 rpm y utilizaba vapor a una presión de solo 0,4 kg/cm². Esto limitó su uso para aprovechar el vapor residual de las principales plantas de energía, alimentadas mediante motores de vapor alternativos. La turbina Tesla también tenía la capacidad de funcionar con gases a temperaturas más altas que las turbinas con paletas del momento, lo que contribuyó a su mayor eficiencia. Eventualmente, las turbinas axiales fueron dotadas de engranajes para que pudieran operar a velocidades más altas, pero la eficiencia de las turbinas axiales permaneció muy baja en comparación con la de la turbina Tesla.
Conforme pasó el tiempo, las turbinas axiales se volvieron drásticamente más eficientes y potentes, introduciéndose una segunda etapa de engranajes de reducción en la mayoría de las unidades navales estadounidenses de vanguardia de la década de 1930. La mejora en la tecnología de vapor dio a los portaaviones de la Marina de Estados Unidos una clara ventaja en velocidad sobre los portaaviones aliados y enemigos, por lo que las turbinas axiales de vapor probadas se convirtieron en la forma preferida de propulsión hasta que se produjo el embargo petrolero de 1973. La crisis del petróleo llevó a la mayoría de los nuevos buques civiles a recurrir a los motores diésel. Las turbinas axiales de vapor aún no habían excedido el 50% de eficiencia en ese momento, por lo que los barcos civiles optaron por utilizar motores diésel debido a su superior eficiencia. En este momento, la turbina Tesla, comparablemente eficiente, tenía más de 60 años.

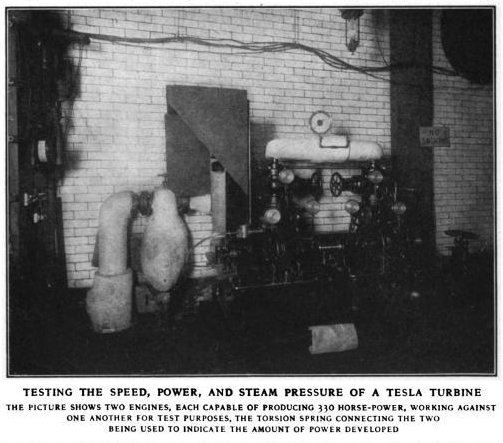
Ensayo de la velocidad, potencia y presión de vapor de una turbina Tesla. La imagen muestra dos motores, cada uno capaz de rendir 330 CV...

El diseño de Tesla intentó eludir los inconvenientes clave de las turbinas axiales de paletas, e incluso las estimaciones de eficiencia más bajas aún superaron ampliamente la eficiencia de las turbinas de vapor axiales de la época. Sin embargo, en las pruebas contra motores más modernos, la turbina Tesla tenía eficiencias de expansión muy por debajo de las turbinas de vapor contemporáneas y muy por debajo de las modernas máquinas de vapor de pistones. Sufría otros problemas, como las pérdidas por cortante y restricciones de flujo, pero esto se veía parcialmente compensado por la reducción relativamente masiva de peso y volumen. Algunas de las ventajas de la turbina  Tesla se encuentran en aplicaciones de caudal relativamente bajo o cuando se requieren aplicaciones pequeñas. Los discos deben ser lo más finos posible en los bordes para no introducir turbulencias cuando el fluido sale de los discos. Esto se traduce en la necesidad de aumentar la cantidad de discos a medida que aumenta la velocidad de flujo. La máxima eficiencia viene en este sistema cuando el espaciado entre discos se aproxima al espesor de la capa límite, y dado que el grosor de la capa límite depende de la viscosidad y la presión, la afirmación de que un diseño único puede usarse eficientemente para una variedad de combustibles y fluidos es incorrecta. Una turbina Tesla difiere de una turbina convencional solo en el mecanismo utilizado para transferir la energía al eje. Diversos análisis demuestran que la velocidad de flujo entre los discos debe mantenerse relativamente baja para conservar la eficiencia. Según se informa, la eficiencia de la turbina Tesla disminuye con el aumento de la carga. Bajo cargas ligeras, la espiral que toma el fluido que se mueve desde la entrada al escape es una espiral compacta, sometida a muchas rotaciones. Bajo carga, el número de rotaciones disminuye y la espiral se hace progresivamente más corta. Esto aumentará las pérdidas por cortante y también reducirá la eficiencia porque el gas está en contacto con los discos en una menor distancia.
La eficiencia es una función de la producción de potencia. Una carga moderada posibilira una alta eficiencia. Una carga demasiado elevada aumenta el deslizamiento en la turbina y reduce su eficiencia; con una carga demasiado ligera, se suministra poca potencia a la salida, lo que también reduce la eficiencia (a cero en ralentí). Este comportamiento no es exclusivo de las turbinas Tesla.
Se estima que la eficiencia de la turbina de gas de Tesla está por encima del 60 %, alcanzando un máximo del 95 %. Téngase en cuenta que la eficiencia de la turbina es diferente de la eficiencia del ciclo del motor que usa la turbina. Las turbinas axiales que operan actualmente en plantas de vapor o motores a reacción tienen eficiencias de aproximadamente 60-70 % (Siemens Turbines Data). Esto difiere de las eficiencias del ciclo de la planta o motor que están entre aproximadamente el 25 % y el 42 %, y limitado por cualquier irreversibilidad por debajo de la eficiencia del ciclo de Carnot. Tesla afirmó que una versión de vapor de su dispositivo alcanzaría alrededor del 95 % de eficiencia. Las pruebas reales de una turbina de vapor de Tesla en los talleres de Westinghouse mostraron una tasa de vapor de 38 libras por CV y hora, correspondiente a una eficiencia de la turbina en el rango del 20%, mientras que las turbinas de vapor contemporáneas a menudo pueden lograr eficiencias de más del 50 %. El rendimiento térmico es una medida de cómo funciona en comparación con un proceso isentrópico. Es la relación de la entrada/salida del trabajo ideal respecto al real. La eficiencia de la turbina se define como la relación entre el cambio ideal en entalpía y la entalpía real para el mismo cambio en forma de presión.
En la década de 1950, Warren Rice intentó recrear los experimentos de Tesla, pero "no realizó" estas pruebas tempranas en una bomba construida estrictamente en línea con el diseño patentado de Tesla (entre otras cosas, no era una turbina de múltiples etapas de Tesla ni tenía la boquilla de Tesla). El fluido de trabajo del sistema experimental de una etapa de Rice era aire. Las turbinas de prueba de Rice, tal como se publicó en los primeros informes, produjeron una eficiencia total medida de 36-41% para una "etapa única". Se esperarían porcentajes más altos si se diseñan como se propuso originalmente por Tesla.
En su último trabajo con la turbina Tesla, publicado justo antes de su retiro, Rice realizó un análisis de los parámetros del flujo laminar modelado en turbinas de "discos múltiples". En 1991 se publicó un dato muy alto de la eficiencia del rotor (en oposición a la eficiencia general del dispositivo) para este diseño, en un informe titulado "Tesla Turbomachinery". Este documento establece que:

Con el uso adecuado de los resultados analíticos, la eficiencia del rotor con flujo laminar puede ser muy alta, incluso por encima del 95%. Sin embargo, para lograr una alta eficiencia del rotor, el índice de caudal debe ser pequeño, lo que significa que se logra a expensas de usar una gran cantidad de discos y, por lo tanto, un rotor físicamente más grande. Para cada valor del índice de caudal existe un valor óptimo del número de Reynolds para una eficiencia máxima. Con fluidos comunes, el espaciado requerido entre discos es desafortunadamente pequeño, lo que hace que el flujo laminar [los rotores que se usan] tiendan a ser grandes y pesados para una tasa de flujo de aire prescrita.

Se han realizado extensas investigaciones de bombas para líquidos de tipo Tesla que utilizan rotores de flujo laminar. Se encontró que la eficiencia total de la bomba era baja incluso cuando la propia eficiencia del rotor era alta, debido a las pérdidas registradas en la entrada y en la salida del rotor mencionadas anteriormente.: 4 

Las turbinas de paletas múltiples modernas generalmente alcanzan un 60-70% de eficiencia, mientras que las grandes turbinas de vapor a menudo muestran una eficiencia de la turbina de más del 90% en la práctica. También se esperaría que las máquinas de tipo Tesla de rotor voluta de tamaño razonable utilizando fluidos comunes (vapor, gas y agua) mostraran eficiencias cercanas al 60-70% y posiblemente más altas.

## Libros y publicaciones

### Patentes
Tesla 
- US1061206 Turbine - Mejoras nuevas y útiles en motores rotativos y turbinas
- US1329559 Valvular Conduit - Incluye la turbina de gas Tesla
- GB186082 Mejoras en la construcción de turbinas de vapor y gas - Forma de rotor
- GB186083 Transformación económica de la energía del vapor por turbinas - Sistema de turbina Tesla

Otros
- Patente USPTO n.º 6726442, "Entrada de turbina de discos para ayudar a autoiniciarse", Letourneau (11 de febrero de 2002)
- Patente USPTO n.º 6682077, "Sello de laberinto para turbina de disco", Letourneau (13 de febrero de 2002)
- Patente USPTO n.º 6692232, "Conjunto de rotor para turbina de disco", Letourneau (15 de marzo de 2002)
- Patente USPTO n.º 6973792, "Método y aparato para un motor de capa límite de múltiples etapas y celda de proceso", Hicks (13 de diciembre de 2005)

### Fotos
- " Turbina Tesla ". PBS.

### Capas límite
- Boundary Layer Effect del Comité Consultivo Nacional de Aeronáutica, una división de la NASA.

### Construcción
- Tesla Engine Builders Association, de Jeff Hayes en Milwaukee
- Phoenix Turbine Builders Club, de Ken Rieli en Munising (Míchigan)
- Metal Experimental Modular Turbine y Hybrid Tesla Turbine, Glenn Turner en Gloucester
- kit de evaluación reconfigurable Tesla Turbine, de Paolo Rossi en Milán
- Tesla Turbine Kit, de Paul Flynn Dublín

### Videos
- 80,000 RPM Tesla Turbine Usuario de YouTube YTEngineer.
- Tesla Turbo-generador en vivo Ken Rieli prueba su diseño.
- Pequeño modelo de la turbina sin aspas de Tesla Usuario de YouTube PlasmaStar9.
- Turbina de policarbonato y acero inoxidable de 9" que funciona con 80 psi de aire y luego conectado a un medidor de potencia.
- Molde de Turbina impreso en una sola pieza, incluidos los rodamientos.
- Construye tu propia turbina Tesla. Una serie de 6 videos de construcción en YouTube.

### Sitios sobre la turbina Tesla
- Tesla Turbine List.
- Phoenix Turbine Builders Club.
- Asociación de constructores de motores de Tesla (TEBA).
- Vanderbilt Tesla Turbine.
- Plastic Turbine, Metal Turbine y Hybrid Tesla Turbine de Gyroscope.com.
- turbina Tesla, de Uncle Taz Library.
- Tesla Turbine Kit, Turbo-Generator, de OBI Laser Products.
- Tesla Turbine - Incluye el trabajo de Ken Rieli y otros (FreeEnergyNews.com )
- Construcción de una turbina Tesla utilizando discos de disco duro. (Historia) y la página de instrucciones Archivado el 29 de julio de 2014 en Wayback Machine. (resultando cómo hacerlo).
- Rice, Warren, Tesla Turbomachinery. Proc. IV International Nikola Tesla Symposium, 23 y 25 de septiembre de 1991.
- Redmond, Stephen, Construyendo una turbina de discos.
- Germano, Frank D., Bomba y turbina de disco de límite sin cuchilla de Tesla. Turbina y potencia internacional.
- Swithenbank, Alan, Tesla Boundary Layer Turbine. 3 de septiembre de 2005.
- Peterson, Gary, Turbina de disco de Nikola Tesla Motor de gas del futuro. Línea de alimentación n° 7, [http:// www. tfcbooks.com/ 21st Century Books].
- Exhale fans - Turbina Tesla utilizada como ventilador residencial de flujo suave.

- Datos: Q1287337
- Multimedia: Tesla turbines / Q1287337